# سیارک ۲۵۴۸۶
سیارک ۲۵۴۸۶ (به انگلیسی: 25486 Michaelwham، نامگذاری:1999XF81) بیست و پنج هزار و چهارصد و هشتاد و ششمین سیارک کشف شده‌است که در ۷ دسامبر ۱۹۹۹ کشف شد.
قدر مطلق سیارک برابر ۱۴.۸ است.